# ココマル

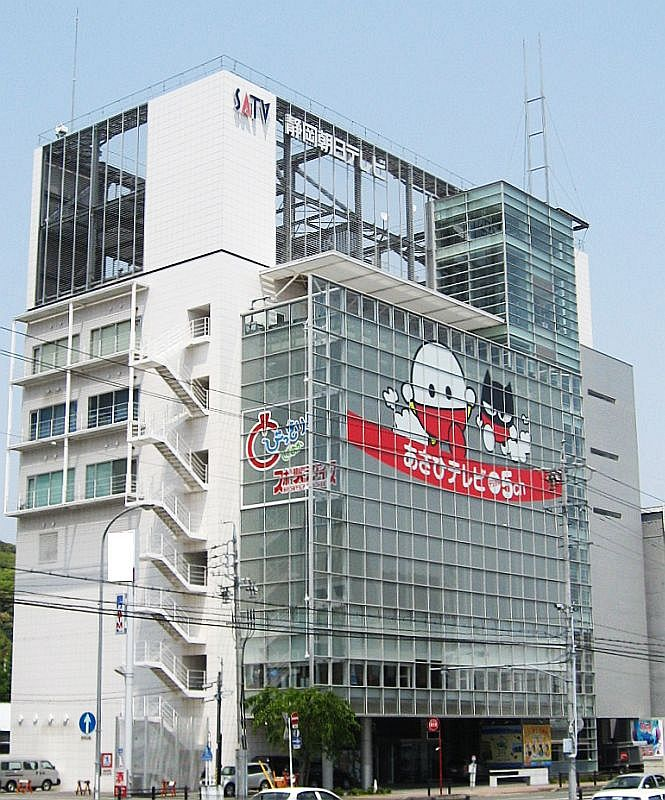
静岡朝日テレビの本社ビル。左がココマル、右がデビマル。2010年5月撮影。その後2021年3月に撤去

ココマルとは、静岡県のテレビ朝日（ANN）系列テレビ局・静岡朝日テレビ（SATV・あさひテレビ）でかつて使用されていたマスコットキャラクター。

## 概要
2005年3月6日、静岡県内のエリア視聴者向けの愛称を「あさひテレビ」に改めた際に制定されたマスコットキャラクター。カプセルトイのカプセルがモチーフとなっており、SATV（ここでは、SATVはカプセルトイの販売機みたいな設定になっている）からガチャ・ガチャ・ポンと出てくるということになっている。なお、2010年4月から、黒いキャラクターの「デビマル」が登場した。ココマルの仲間という設定。
データ放送のキャンペーンや時刻隣の天気ループなどにも使用されていたが、2020年4月1日以降テレビで使用されることはなく、またホームページ上や本社のココマルとデビマルのイラストも2021年以降に随時撤去されて行き、完全に使用終了となった。

## 特徴
ココマルにはいくつかパーツがあるが、頭とお尻に関しては頭とお尻の境がどこなのか分からないことになっている。また、口に関してもそこが口なのかどうかはっきりしないことになっている。足は短く、歩くスピードはヒヨコよりも遅い。従って、急ぐ時は転がる。いざというときには、手足が伸びる。さらに下部には謎のパーツがある。
表情は普段はあまり変わらないが、まれに怒ったり、泣いたり、あせったり、りきんだりする。

## 静岡県内テレビ他局のマスコットキャラクター
- NHK静岡放送局 - しずくん
- 静岡放送 - なし（パンパカくんが実質的な局キャラ扱い）
- テレビ静岡 - テレシーズ
- 静岡第一テレビ - なし